# Ioana Baciu
Pour les articles homonymes, voir Baciu.
Ioana Baciu est une joueuse de volley-ball roumaine née le 4 janvier 1990 à Târnăveni. Elle mesure 1,84 m et joue au poste d'attaquante. 

## Clubs
| Club                   | De        | À         |
| ---------------------- | --------- | --------- |
| CSU Târgu Mureș        | 2006-2007 | 2010-2011 |
| CS Dinamo Bucarest     | 2011-2012 | 2013-2014 |
| CS Știința Bacău       | 2014-2015 | 2015-2016 |
| Ladies in Black Aachen | 2016-2017 | 2016-2017 |
| CSM Bucureşti          | 2017-2018 | 2017-2018 |
| CS Volei Alba-Blaj     | 2018-2019 | …         |

## Palmarès
- Coupe de la CEV
  - Finaliste: 2019.
- Championnat de Roumanie
  - Vainqueur : 2018, 2019, 2020.
  - Finaliste : 2013, 2014.
- Coupe de Roumanie
  - Vainqueur : 2012, 2015, 2018, 2019.
  - Finaliste : 2013, 2014.